# Polar Seafood Greenland
Polar Seafood Greenland A/S er en privatejet grønlandsk fiskeri- og fiskevirksomhed. De fanger, forarbejder, markedsfører og sælger fisk og skaldyr som rejer, laks, hellefisk, krabber og torsk. Virksomheden har hovedkvarter i Nuuk. I 2024 havde de 557 ansatte og omsatte for 1,588 mia. danske kroner.
Polar Seafood Greenland er ejet af Miki Jonas Brøns samt de to søskende Laila Friis-Salling og Bent Friis-Salling. Virksomheden blev etableret i 1984 af Anders Brøns og Hans Pavia Egede. Hans Pavia Egede blev senere købt ud af Anders Brøns og Jens Kristian Friis-Salling.
Polar Seafood Greenland har forarbejdningsfabrikker i Grønland, Danmark og Norge. Fiskeriet foregår fra egne trawlere, i alt ejer de 6 stk. og har delejerskab af yderligere 4 stk. En stor del af råvarerne købes også fra selvstændige fiskerivirksomheder. Deres største trawler er den 87,6 meter lange Polar Princess.
Endvidere har de delejerskab i ca. 10 forskellige fiskefabrikselskaber og salgsselskaber. Etc. ejer de 50 % af salgsselskabet Polar Seafood Denmark.